# Antoni Kłosiński (pilot)
Antoni Kłosiński (ur. 13 stycznia 1904 w Kadzi, zm. 22 maja 1943 w Swanbourne) – major obserwator Polskich Sił Powietrznych w Wielkiej Brytanii.

## Życiorys
Syn Tomasza i Józefy Kłosińskich. W 1925 roku otrzymał przydział do Oficerskiej Szkoły Lotnictwa w Grudziądzu, którą ukończył w 1927 r. jako obserwator z 37. lokatą (I promocja) w stopniu sierżanta podchorążego obserwatora i otrzymał przydział do 21 Eskadry Liniowej 2. Pułku Lotniczego.
W 1928 roku został awansowany do stopnia podporucznika, w 1931 r. porucznika. We wrześniu 1934 roku został odkomenderowany do Aeroklubu Krakowskiego jako komendant Przysposobienia Wojskowo-Lotniczego (PWL). Od lipca 1935 roku do października 1937 roku był dowódcą plutonu I/26 w 2 PL. Na stopień kapitana został mianowany ze starszeństwem z 19 marca 1937 i 22. lokatą w korpusie oficerów lotnictwa, grupa liniowa. 23 października 1937 roku został dowódcą 22. eskadry liniowej. W latach 1938–1939 był słuchaczem III Kursu Wyższej Szkoły Lotniczej w Warszawie
Po kampanii wrześniowej, przez Rumunię i Francję, dotarł do Wielkiej Brytanii. Wstąpił do RAF i otrzymał numer służbowy P-0193. Początkowo otrzymał przydział do personelu naziemnego. W sierpniu i wrześniu 1941 roku przeszedł przeszkolenie jako strzelec samolotowy w 18 Operational Training Unit (OTU) i otrzymał przydział do 301. Dywizjonu. W sierpniu i wrześniu 1942 roku przeszedł przeszkolenie jako nawigator w 5 Air Observers School (AOS). Po jego zakończeniu, w październiku, został skierowany na kolejne szkolenie w 18 OTU. 22 maja 1943 roku wystartował z bazy RAF Finningley do lotu treningowego w składzie załogi bombowca Wellington nr BJ656. Samolot rozpadł się w locie nad Swanbourne, cała załoga zginęła. Został pochowany na cmentarzu w Halton.

## Upamiętnienie
3 maja 2009 roku został odsłonięty pomnik przy drodze krajowej nr 48, pomiędzy Tomaszowem Mazowieckim a Radomiem, upamiętniający starszego sierżanta Karola Macierzyńskiego i majora Antoniego Kłosińskiego.

## Odznaczenia
- Krzyż Walecznych trzykrotnie
- Srebrny Krzyż Zasługi[3]
- Medal Lotniczy - dwukrotnie
- Polowy Znak Obserwatora